# ارنست فرانتس
ارنست فرانتس (انگلیسی: Ernst Franz; ۸ مهٔ ۱۸۹۴ – ۹ فوریهٔ ۱۹۱۵) دوچرخه‌سوار اهل امپراتوری آلمان بود.